# Dolichocodia erratilis
Dolichocodia erratilis är en tvåvingeart som beskrevs av Henry J. Reinhard 1958. Dolichocodia erratilis ingår i släktet Dolichocodia och familjen parasitflugor. Inga underarter finns listade i Catalogue of Life.